# Signalempfänger (UML)
Ein Signalempfänger (engl. Reception) ist ein Modellelement in der Unified Modeling Language (UML), einer Modellierungssprache für Software und andere Systeme.
Ein Signalempfänger ist ein  Verhaltensmerkmal. Die Spezifikation eines Signalempfängers umfasst zwei Dinge. Einerseits gibt sie an, für welches  Signal der Signalempfänger zuständig ist. Andererseits deklariert sie wie bei jedem Verhaltensmerkmal, welches  Verhalten gestartet wird, wenn eine Signalinstanz vom Typ des erwarteten Signals eintrifft.
Nur  aktive Klassen und  Schnittstellen können Signalempfänger besitzen.

## Notation

Beispiel für eine Klasse mit zwei Signalempfängern

Das Beispiel links zeigt eine aktive Klasse mit zwei Signalempfängern. Signalempfänger werden mit dem Schlüsselwort «signal» identifiziert.